# Muñón (artillería)

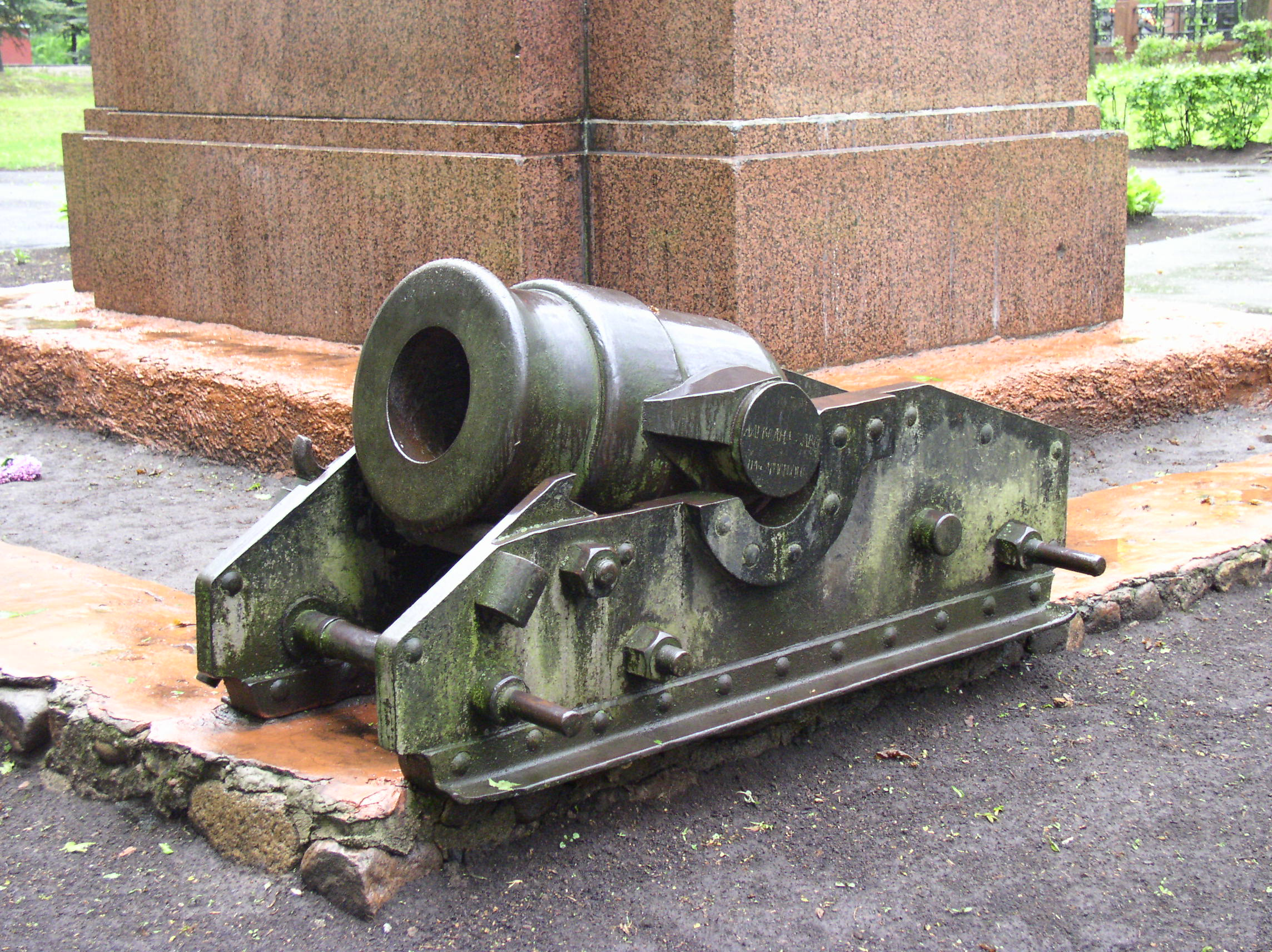
Monumento de la guerra patriótica, representación de un muñon

Se llama muñón cada uno de los apéndices cilíndricos que salen en dirección transversal del cuerpo de una pieza de artillería, y por medio de los cuales descansa esta sobre su montaje. Los muñones le sirven, además, de eje para la puntería en elevación.